# بدمینتون در المپیک تابستانی ۲۰۱۲

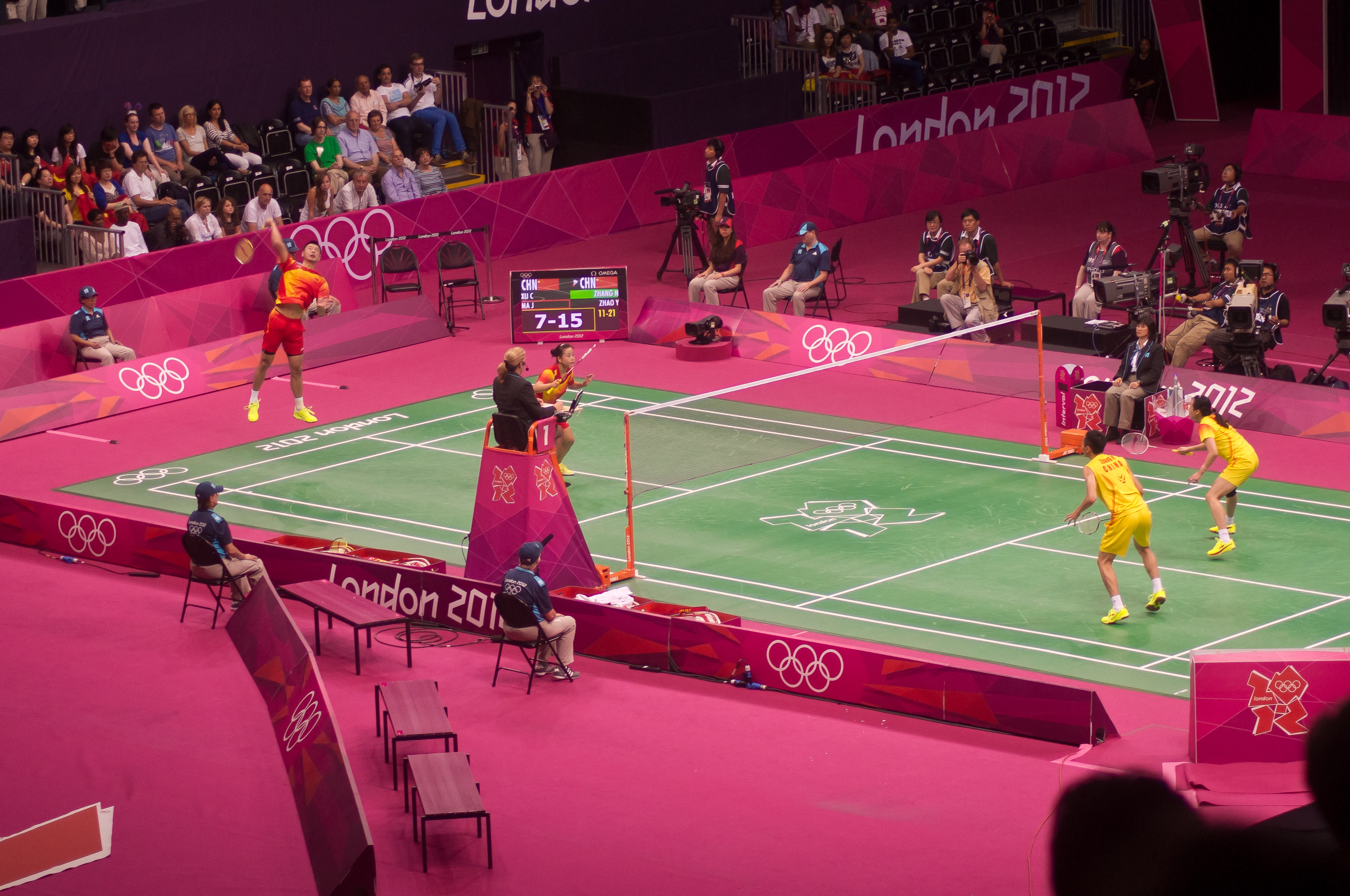
فینال بازی های بدمینتون دو نفره مختلط در المپیک 2012

مسابقات بدمینتون در بازی های المپیک تابستانی ۲۰۱۲ در لندن در بازه زمانی ۲۸ ژوئیه تا ۵ اوت در ومبلی آرنا انجام گرفت.

## خلاصه مدال‌ها
| رتبه  | کشور      | طلا | نقره | برنز | مجموع |
| ۱     | چین       | ۵   | ۲    | ۱    | ۸     |
| ۲     | دانمارک   | ۰   | ۱    | ۱    | ۲     |
| ۳     | ژاپن      | ۰   | ۱    | ۰    | ۱     |
| ۳     | مالزی     | ۰   | ۱    | ۰    | ۱     |
| ۵     | هند       | ۰   | ۰    | ۱    | ۱     |
| ۵     | روسیه     | ۰   | ۰    | ۱    | ۱     |
| ۵     | کره جنوبی | ۰   | ۰    | ۱    | ۱     |
| مجموع | مجموع     | ۵   | ۵    | ۵    | ۱۵    |

## برندگان مدال
| بازی‌ها        | طلا                               | نقره                                      | برنز                                               |
| یک نفره مردان | لین دان · چین                     | لی چونگ وی · مالزی                        | چن لونگ · چین                                      |
| دونفره مردان  | چین (CHN) · کای یون · فو هایفنگ   | دانمارک (DEN) · ماتیاس بو · کارستن موگنسن | کره جنوبی (KOR) · جونگ جائه-سونگ · لی یونگ-دائه    |
| یک نفره زنان  | لی شوئروی · چین                   | وانگ ایهان · چین                          | ساینا نهوال · هند                                  |
| دونفره زنان   | چین (CHN) · تیان چینگ · ژاو یونلی | ژاپن (JPN) · میوزکی فوجی · ریکا کاکیوا    | روسیه (RUS) · والریا سوروکینا · نینا ویسلووا       |
| دونفره مختلط  | چین (CHN) · ژانگ نان · ژاو یونلی  | چین (CHN) · شو چن · ما جین                | دانمارک (DEN) · خواکیم فیشر نیلسن · کریستینا پدرسن |